# Ernst Döcke

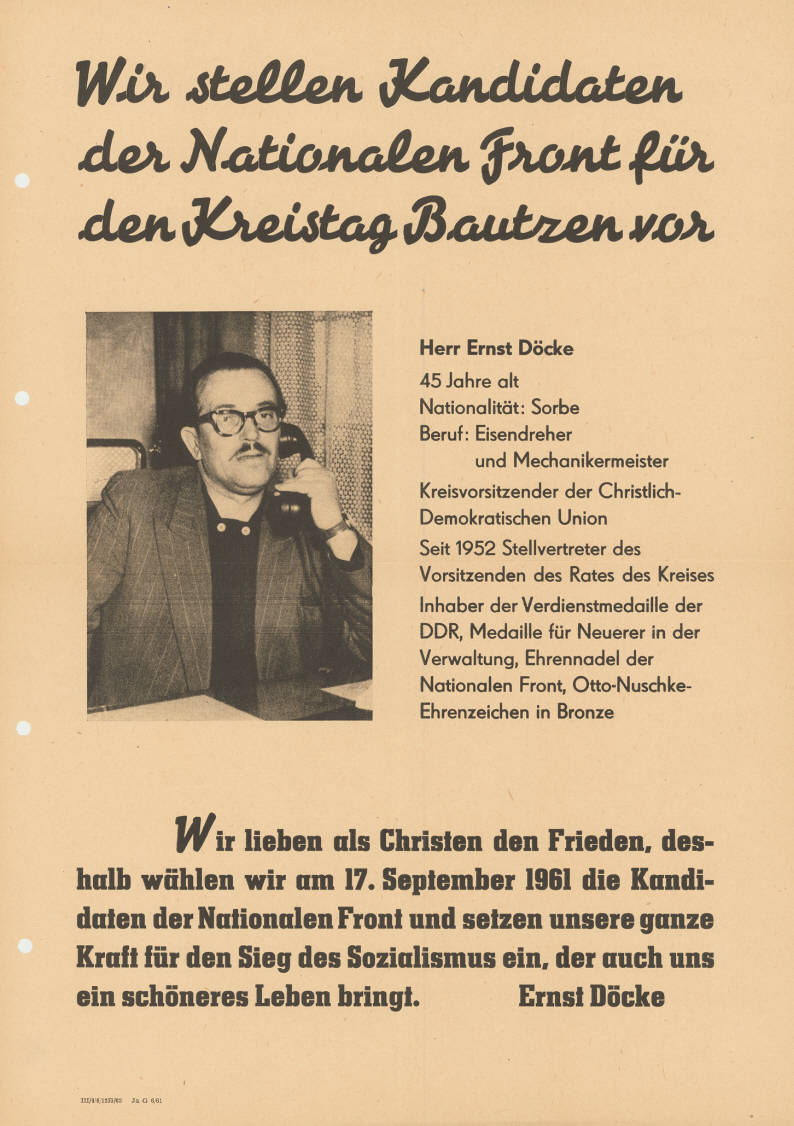
Wahlplakat für Ernst Döcke (1961)

Ernst Martin Döcke (* 20. Mai 1915 in Baschütz; † 17. Juni 1970 in Bautzen) war ein deutscher Politiker der Blockpartei Christlich-Demokratische Union Deutschlands (DDR). Er war von 1950 bis 1958 Abgeordneter der Volkskammer der DDR.

## Leben
Döcke, von sorbischer Nationalität, absolvierte nach dem Schulbesuch eine Lehre als Eisendreher und wurde Mechanikermeister. 
Nach 1945 trat er der CDU bei und wurde später Kreisvorsitzender der CDU in Bautzen. Er war von 1950 bis 1958 als Mitglied der CDU-Fraktion Abgeordneter der Volkskammer. Ab 1952 war er Stellvertreter des Vorsitzenden des Rates des Kreises Bautzen und Abgeordneter des Kreistages. Er war Mitglied des CDU-Bezirksvorstandes Dresden und des Bundesvorstandes der Domowina. Dem CDU-Hauptvorstand gehörte er von 1954 (8. Parteitag) bis 1958 (9. Parteitag) als Mitglied an.

## Auszeichnungen
- Verdienstmedaille der DDR
- Medaille für Neuerer in der Verwaltung
- Ehrennadel der Nationalen Front
- Otto-Nuschke-Ehrenzeichen in Bronze und 1964 in Silber[1]